# Joktan
Joktan (Hebreeuws: יָקְטָן Yoqtan|Yoqṭān ; Arabisch: قحطان, Qahtan; "klein") was een zoon van Heber en dus een nakomeling van Sem. Zijn broer was Peleg. 
Volgens de meeste orthodoxe Bijbelverklaringen waren zijn zonen de voorouders van de Arabieren. Anderen menen dat zijn naam al in de oudheid verwisseld werd met Jokshan, een latere nakomeling van Abraham: de nakomelingen van beiden hebben overeenkomstige namen.
Joktans zonen in Gen. 10:26-29, waren: Almodad, Sheleph, Hazarmaveth, Jerah, Hadoram, Uzal, Diklah, Obal, Abimael, Sheba, Ophir, Havilah en Jobab.
In Philo's verhaal (ca. 70) was Joktan de prins van de nakomelingen van Shem, net zoals Nimrod en Fenech prinsen waren van de nakomelingen van Cham en Jafet.
Vroege uitleggers van de Bijbelse Volkenlijst, onder anderen Josephus en Hippolytus, identificeren Joktans nakomelingen echter met volkeren in de buurt van de Indus. Van hieruit zouden ze zich verspreid hebben over het Indische subcontinent en verder naar Centraal- en Zuidoost-Azië en Oost-Azië. Volgens sommigen zijn bijvoorbeeld de Dravidiërs, Chinezen, Japanners en de andere volken van Azië deels (vermengd met Jafetieten en Chamieten) hun nakomelingen. Zelfs de indianen van Amerika zouden afstammen van Joktans nakomelingen die via de Beringstraat in Alaska terechtkwamen.